# Canton de Guémené-sur-Scorff
Le canton de Guémené-sur-Scorff est une ancienne division administrative française, située dans le département du Morbihan et la région Bretagne.

## Composition
Le canton de Guémené-sur-Scorff regroupait les communes suivantes :
| Nom                            | Code Insee | Intercommunalité         | Superficie (km2) | Population (dernière pop. légale) | Densité (hab./km2) |
| ------------------------------ | ---------- | ------------------------ | ---------------- | --------------------------------- | ------------------ |
| Guémené-sur-Scorff (chef-lieu) | 56073      | CC Roi Morvan Communauté | 1,17             | 1 126 (2014)                      | 962                |
| Le Croisty                     | 56048      | CC Roi Morvan Communauté | 15,88            | 730 (2014)                        | 46                 |
| Kernascléden                   | 56264      | CC Roi Morvan Communauté | 9,26             | 440 (2014)                        | 48                 |
| Langoëlan                      | 56099      | CC Roi Morvan Communauté | 22,27            | 395 (2014)                        | 18                 |
| Lignol                         | 56110      | CC Roi Morvan Communauté | 38,43            | 900 (2014)                        | 23                 |
| Locmalo                        | 56113      | CC Roi Morvan Communauté | 23,91            | 913 (2014)                        | 38                 |
| Persquen                       | 56156      | CC Roi Morvan Communauté | 19,96            | 333 (2014)                        | 17                 |
| Ploërdut                       | 56163      | CC Roi Morvan Communauté | 75,83            | 1 217 (2014)                      | 16                 |
| Saint-Caradec-Trégomel         | 56210      | CC Roi Morvan Communauté | 16,12            | 462 (2014)                        | 29                 |
| Saint-Tugdual                  | 56238      | CC Roi Morvan Communauté | 19,97            | 382 (2014)                        | 19                 |

## Représentation

### Conseillers généraux de 1833 à 2015
| Période      | Période          | Identité                                   | Étiquette            | Qualité                                                                                     |
| ------------ | ---------------- | ------------------------------------------ | -------------------- | ------------------------------------------------------------------------------------------- |
| 1833         | 1839 (démission) | Pierre Marie Le Gal                        |                      | Négociant, maire de Guémené-sur-Scorff (1835-1840)                                          |
| 1839         | 1852             | M. Le Gal (fils du précédent)              |                      | Négociant à Guémené-sur-Scorff                                                              |
| 1852         | 1870             | Julien Peuchant (fils de Désiré Peuchant)  |                      | Cultivateur Maire de Guémené-sur-Scorff (1853-1877)                                         |
| 1870         | 1872 (décès)     | Louis Modille de Villeneuve                |                      | Juge d'instruction près le tribunal civil de Ploërmel                                       |
| 17 mars 1872 | 1883             | Athanase Hamon du Plessis (1812-1890)      | Droite               | Avoué, ancien maire de Pontivy                                                              |
| 1883         | 1889             | Pierre Marie Le Fur                        | Républicain          | Maire de Lignol                                                                             |
| 1889         | 1894 (décès)     | Ludovic Le Gallic de Kerizouet (1846-1894) | Droite               | Propriétaire à Locmalo                                                                      |
| 1895         | 1904 (démission) | Joseph Le Bris                             | Républicain          | Maire de Guémené-sur-Scorff (1892-1897 et 1900-1904)                                        |
| 1905         | 1937             | Alfred Brard                               | Rad.                 | Industriel Député (1910-1914) Sénateur (1920-1941) Président du Conseil Général (1920-1937) |
| 1937         | 1940             | Eugène Raude                               | Rad.                 | Pharmacien Député (1928-1936) Maire de Guémené-sur-Scorff (1919-1942 et 1944-1945)          |
|              |                  |                                            |                      |                                                                                             |
| 1945         | 1949             | Charles Montmayeur,                        | SFIO                 | Garagiste, ancien résistant Maire de Guémené-sur-Scorff (1945-1966)                         |
| 1949         | 1985             | Yvon Quérec (1913-2004)                    | DVD puis CD puis UDF | Agriculteur Maire du Croisty (1947-1977)                                                    |
| 1985         | 1992             | Jean Moëc                                  | PS                   | Professeur de collège Maire de Guémené-sur-Scorff (1983-2001)                               |
| 1992         | 1998             | Maryannick Guiguen                         | UDF                  | Agricultrice propriétaire-exploitante Conseillère régionale Maire de Saint-Caradec-Trégomel |
| 1998         | 2004             | Jean-Luc Guilloux                          | PS                   | Fonctionnaire Adjoint au maire de Ploërdut                                                  |
| 2004         | 2011             | Christian Perron (1946-2016)               | PCF                  | Professeur de technologie Maire de Guémené-sur-Scorff (2001-2014)                           |
| 2011         | 2015             | Jean-Jacques Tromilin                      | UMP                  | Agriculteur propriétaire-exploitant Maire de Kernascléden (1989-2020)                       |

Un nouveau découpage territorial du Morbihan entre en vigueur à l'occasion des élections départementales de 2015. Il est défini par le décret du 21 février 2014, en application des lois du 17 mai 2013 (loi organique 2013-402 et loi 2013-403).

En vertu de ce nouveau découpage, le canton de Guémené-sur-Scorff fusionne avec ceux de Cléguérec, du Faouët et de Gourin pour former le nouveau canton de Gourin, dont le bureau centralisateur est situé à Gourin.

### Conseillers d'arrondissement (de 1833 à 1940)
| Période                                  | Période      | Identité                               | Étiquette       | Qualité |
| ---------------------------------------- | ------------ | -------------------------------------- | --------------- | --- |
| 1833                                     | 1834 (décès) | Désiré Maximilien Peuchant (1798-1834) |                 | Notaire royal, maire de Guémené-sur-Scorff                                                                  |
|                                          |              |                                        |                 | |
| 1889                                     | 1892         | Joseph Le Quéré                        |                 | Maire de Ploërdut                                                                                           |
| 1892                                     | 1901 (décès) | Julien Lalinec (1850-1901)             | Républicain     | Cultivateur, maire de Langoëlan                                                                             |
| 1902                                     | 1919         | Pierre-Marie Guidy                     | Radical         | Tanneur, adjoint au maire de Guémené-sur-Scorff                                                             |
| 1919                                     | 1940         | Yves Le Du                             | Radical puis RG | Maire de Ploërdut                                                                                           |
| 1940                                     |              |                                        |                 | Les conseils d'arrondissement ont été suspendus par la loi du 12 octobre 1940 et n'ont jamais été réactivés |
| Les données manquantes sont à compléter. |              |                                        |                 | |

## Démographie
| 1962   | 1968   | 1975  | 1982  | 1990  | 1999  | 2006  | 2011  | 2012  |
| ------ | ------ | ----- | ----- | ----- | ----- | ----- | ----- | ----- |
| 11 098 | 10 525 | 9 495 | 8 672 | 7 542 | 6 915 | 6 860 | 6 937 | 6 931 |